# Универзитет Харвард
Универзитет Харвард (енгл. Harvard University), или једноставно Харвард, је приватни универзитет смештен у Кембриџу, у савезној држави Масачусетс. Најстарији је универзитет у САД и један је од најпрестижнијих америчких универзитета. Члан је Ајви лиге. Такође је и прва и најстарија корпорација у Северној Америци основана 1636. године. Назван је по свештенику Џону Харварду. Харвард је један од најбољих универзитета у свету и годишње даје много научника, писаца и политичара који се касније прославе.
Колонијално законодавство Масачусетса одобрило је оснивање Харварда, „страхујући да препусти неписмене свештенике црквама, када ће наши садашњи свештеници премину“; иако никада није био формално повезан са било којом деноминацијом, у својим раним годинама Харвардски колеџ је првенствено обучавао конгрегационо свештенство. Његов наставни план и програм и студентско тело постепено су се секуларизовали током 18. века, а до 19. века постао је централни културни естаблишмент међу бостонском елитом. Након Америчког грађанског рата, и дугогодишњег мандата председника Чарлса Вилијама Елиота (1869–1909) трансформисан је колеџ и повезане стручне школе у савремени истраживачки универзитет; Харвард је постао оснивач Удружења америчких универзитета 1900. Џејмс Б. Конант је преводио универзитет кроз Велику депресију и Други светски рат; он је либерализовао пријеме након рата.
Универзитет се састоји од десет академских факултета и Радклифовог института за напредне студије. Факултет уметности и наука нуди студије за широк спектар академских дисциплина за студенте и дипломце, док други факултети нуде само дипломе, углавном професионалне. Харвард има три главна кампуса: кампус Кембриџ од 209 acres (85 ha) са центром на Харвард Јарду; суседни кампус одмах преко реке Чарлс у четврти Алстон у Бостону; и медицински кампус у медицинском подручју Лонгвуд у Бостону. Харвардова задужбина процењена је на 41,9 милијарди долара, што је чини највећом од свих академских институција. Приходи од задужбина помажу основним факултетима да примају студенте без обзира на финансијске потребе и пружају издашну финансијску помоћ без кредита. Харвардска библиотека је највећи светски академски библиотечки систем, који се састоји од 79 појединачних библиотека са око 20,4 милиона ставки.

## Харвард као целина
На Харвардском простору и кампусу налазе се учионице, паркови, атлетски клуб, веслачки клуб, стадион, црква, књижара и све што је студентима потребно.
На Харварду предају истакнути професори са свих страна света. На њему се студенти могу придружити групи која им највише одговара, нпр. група за спорт, шах, биологија или пак политику, глуму, право итд.

### Истраживачки институти
На Харварду се налазе следећи истраживачки институти:
- Broad Institute of MIT and Harvard
- Харвардски Институт за клиничка истраживања
- Харвардски Институт за економске науке
- Харвардски украјински истраживачки институт
- Institute for Quantitative Social Science
- Редклиф Институт за напредне студије
- Шепенс Ај истраживачки Институт
- В. Е. Б. Ду Бојс Институт за истраживање афричких и афроамеричких наука

### Познати бивши студенти
- Ал Гор - амерички политичар и добитник Нобелове награде
- Марк Закерберг - оснивач Фејсбука
- Џон Кенеди - 35. амерички председник
- Барак Обама - 44. амерички председник и добитник Нобелове награде
- Џек Лемон - глумац
- Натали Портман - глумица
- Мира Сорвино - глумица
- Вук Јеремић - политичар и бивши министар спољних послова Србије
- Џереми Лин - амерички кошаркаш